# John van der Oost

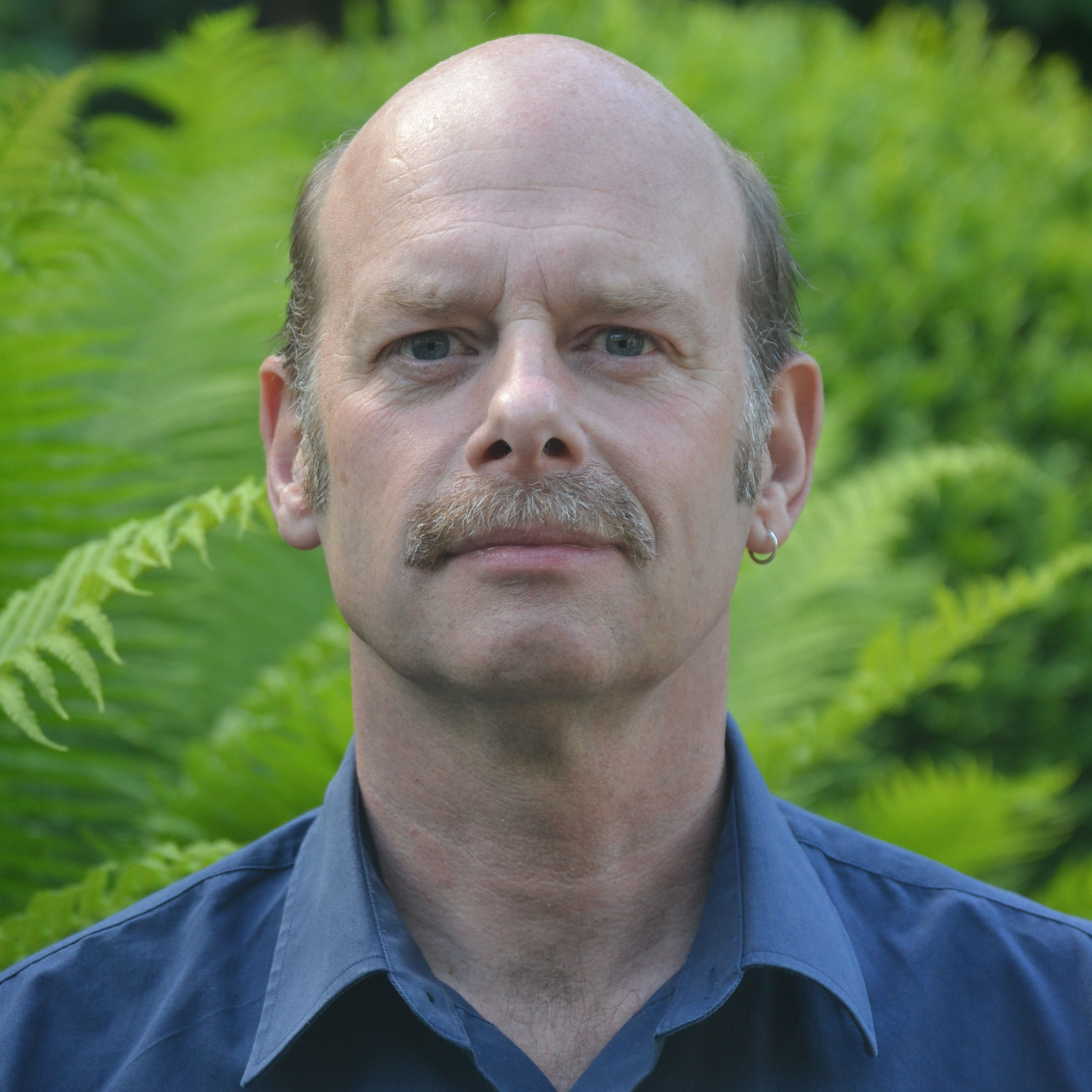
John van der Oost (2013)

John van der Oost (* 22. Juli 1958 in Zevenhuizen) ist ein niederländischer Mikrobiologe.
John van der Oost studierte Molekularbiologie an der Freien Universität Amsterdam, an der er 1989 promoviert wurde. Als Post-Doktorand war er ein halbes Jahr an der Universität Helsinki und zweieinhalb Jahre am European Molecular Biology Laboratory (EMBL) in Heidelberg. Danach war er KNAW Fellow an der Freien Universität Amsterdam. 1995 wurde er Leiter der Gruppe für Bakteriengenetik am Labor für Mikrobiologie der Universität Wageningen.
Er gehört zu den Pionieren der CRISPR-Revolution in der Molekularbiologie mit Anwendungen in Biotechnologie und Gentherapie. Das geschah im Rahmen seiner Untersuchung der Immunabwehr von Bakterien gegen Viren über den CRISPR-Mechanismus. 2008 veröffentlichte er darüber mit anderen einen einflussreichen Aufsatz. Sie zeigten als Erste, dass der CRISPR-Cas-Mechanismus der Virenabwehr (Aufspüren fremder DNA) über RNA vermittelt wird. Sie übertrugen ein solches Abwehrsystem von einem Bakterium auf andere und zeigten, dass speziell entworfene CRISPR das Aufspüren beliebiger DNA-Sequenzen ermöglicht.
Am Anfang seiner Karriere untersuchte er den Stoffwechsel von Archaebakterien, wobei er viele neue Enzyme fand und Erkenntnisse über deren Regulierung gewann.
Er ist Mitglied der European Molecular Biology Organization (2013), der Königlich Niederländischen Akademie der Wissenschaften (2017), der Koninklijke Hollandsche Maatschappij der Wetenschappen (2019) und der Academia Europaea (2019). 2018 erhielt er den bedeutendsten niederländischen Wissenschaftspreis, den Spinoza-Preis.